# Kitteltjärnen, Västerbotten
Kitteltjärnen är en sjö i Norsjö kommun i Västerbotten och ingår i Umeälvens huvudavrinningsområde. Sjön har en area på 0,411 kvadratkilometer och ligger 278,3 meter över havet. Sjön avvattnas av vattendraget Aggträskån (Fiskbäcken).

## Delavrinningsområde
Kitteltjärnen ingår i det delavrinningsområde (721458-164461) som SMHI kallar för Inloppet i Aggträsket. Medelhöjden är 294 meter över havet och ytan är 10,18 kvadratkilometer. Det finns inga avrinningsområden uppströms utan avrinningsområdet är högsta punkten. Aggträskån (Fiskbäcken) som avvattnar avrinningsområdet har biflödesordning 4, vilket innebär att vattnet flödar genom totalt 4 vattendrag innan det når havet efter 215 kilometer. Avrinningsområdet består mestadels av skog (80 procent) och sankmarker (12 procent). Avrinningsområdet har 0,73 kvadratkilometer vattenytor vilket ger det en sjöprocent på 7,1 procent.